# Ehretia tsangii
Ehretia tsangii är en strävbladig växtart som beskrevs av Ivan Murray Johnston. Ehretia tsangii ingår i släktet Ehretia och familjen strävbladiga växter. Inga underarter finns listade i Catalogue of Life.